# キュウセン
キュウセン（求仙、学名：Halichoeres poecilopterus）は、スズキ目ベラ亜目ベラ科に分類される魚の1種。日本沿岸では個体数が多く馴染み深いベラで、食用に漁獲される。
関東地方ではあまり食用にしないが、関西地方では好まれ、高値で取引される。特に瀬戸内海に多産し美味とされるが、外洋沿岸産は味が劣るとされる。

## 特徴

### 形態
メスは体長20cm ほど。体色は黄褐色で、背面中央と体側に黒色の太い縦帯が入り、黒帯の内外に点線状の赤い縦線がある。「キュウセン」という和名は、この線の数を計9本とみたことに由来する。元々「キュウセン」は神奈川県三浦半島で使われていた呼称で、これが全国に定着する形となった。
一方、オスは体長30cm、稀にそれ以上に達するものがいる。体色は鮮やかな黄緑色で、体側の縦帯がメスより広く不明瞭になる。胸びれの後方に大きな藍色の斑点が1つある。この体色の違いからメスは「アカベラ」、オスは「アオベラ」とも呼ばれる。極端な性的二形のため、別種と思われることもある。
メスの一部は、成長するとオスへ性転換する（雌性先熟）。アオベラは全てメスが性転換したオスであり、体長9–15cm位の頃にメスの大きい物がオスへ性転換を図る。このグループを二次オスとよび区別している。二次オスは、複数のメスを抱えハーレムを形成する。
一方で生まれながらのオスもおり、一次オスと呼ばれるが、姿形はメスと同じである。見た目だけではオス、メスの区別ができないため、一次オスをイニシャル・フェーズ (initial phase)、二次オスをターミナル・フェーズ(terminal phase) と呼び、頭文字からそれぞれIP、TPと表記される。一次オスについては、メスのふりをして他のオスのハーレムで生活し、産卵行動に紛れて自分の精子をかけ子孫を残すという行動も報告されている。
表皮にぬめりがあり、うろこは魚体に対して大きいが、非常にはがれにくい。また鰓蓋があまり開かないため、調理には技術を要する。

### 生態
北海道・函館市以南、朝鮮半島、東シナ海、南シナ海沿岸まで分布するが、南西諸島には分布しない。ベラの仲間としては低温に強く、温帯域に分布できる数少ないベラの1種である。
やや内湾性で、岩礁の点在する砂礫底や砂底に生息する。若魚は干潮線付近の大きなタイドプールで見られることもある。昼間に海底付近や海藻の間をゆっくりと泳ぎ、甲殻類、貝類、多毛類など様々な小動物を捕食する。夜と冬は砂に潜って休眠する。まれに潮の引いた後にも砂に潜っていることがあり、潮干狩りなどで見つけることがある。産卵期は6月下旬から9月頃までで、地方により差異がある。
海藻、トビムシ、小型のエビや蟹、カメノテなどを捕食する。

## 別名

### 地方名
ギザミ、ギサミ（瀬戸内海沿岸）、シマメグリ（青森県）、モズク（富山県）、ヤギ（島根県）、スジベラ（和歌山県）、ベロコ（香川県）、クサビ（長崎県）、モバミ（鹿児島県）、チョウセンベラ（徳島県）など

### ゴルキ
夏目漱石『坊っちゃん』に登場する「ゴルキ」は、このキュウセンとされている。
『坊っちゃん』にはロシアの作家と同名の魚ゴルキ（ゴーリキーの古い音訳）として言及されているが、正しくは、フランスの文明史家と同名のギゾ（ギゾー）だという。

## 釣り
関西圏では夏季にキスとともに好んで釣りの対象にされ、専用の釣り船も出るほど人気がある。夜や冬は休眠するため、釣りは夏の日中に行われる。波打ち際の駆け上がりから沖まで生息域も幅広く、海岸からの投げ釣りもできる。フグ類のような「餌取り名人」としても知られ、小さな口と牙状の歯でうまく餌をちぎる。そのためあたりは小さく、コツコツという小さなあたりを見逃さず釣竿を小さくしゃくるように合わせる。釣り人の経験や腕の差が現れやすく、釣趣がある。餌にはゴカイ類が最適。

## 利用

### 料理

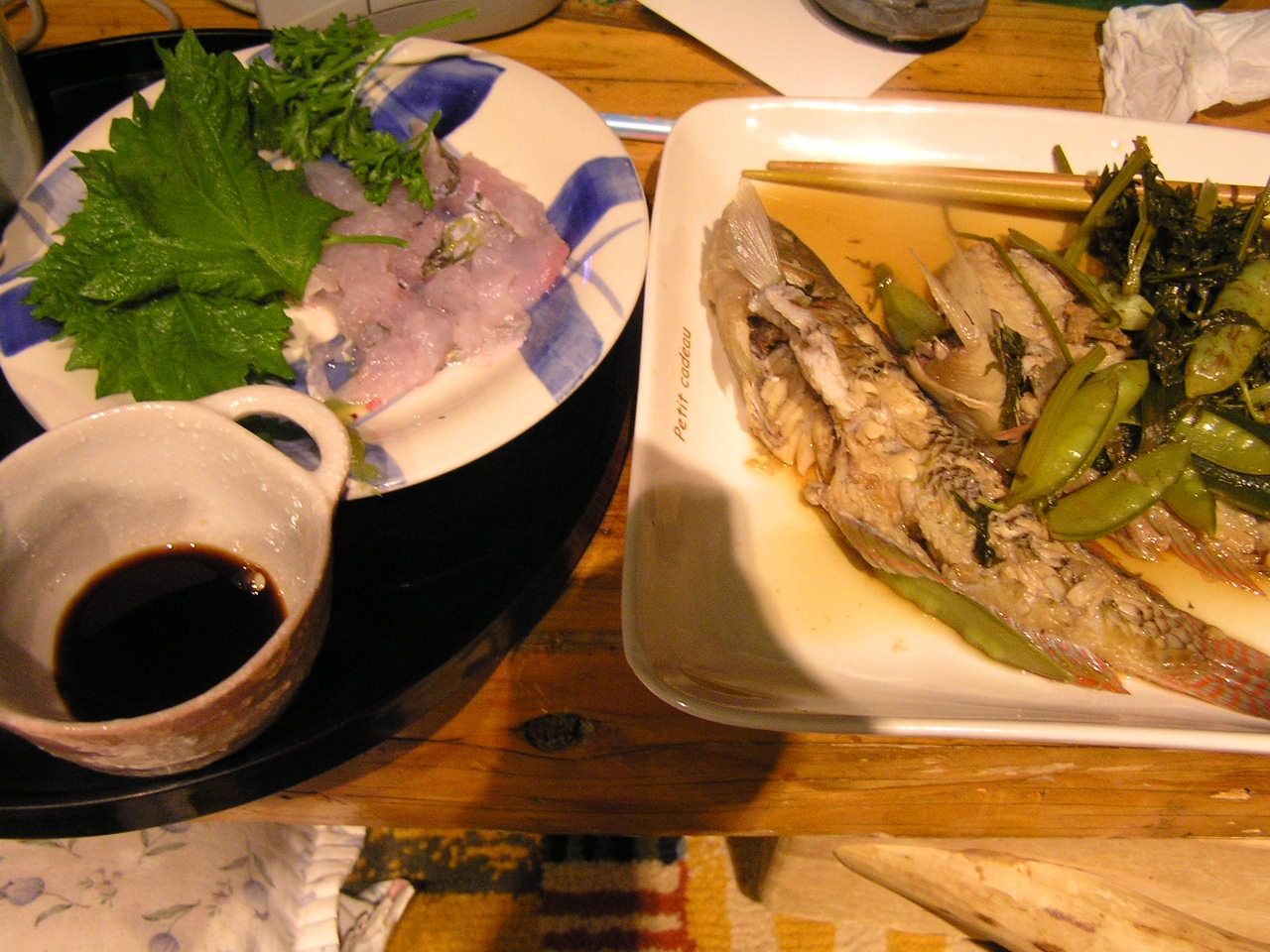
刺身と煮付けに料理されたキュウセン

皮膚はぬめりがあるが、白身で癖がない。新鮮な大型個体は刺身が美味で、ワサビ、シソなどの薬味を添える。他に煮付け、塩焼き、唐揚げ、南蛮漬けなど様々な料理に利用される。

### 飼育
キュウセンは比較的水質汚染に強く、飼育しやすい。餌はブラインシュリンプ等の口に入るものなら大抵のものを食べる。